# Colorful Wish ～12コのマジ★キュン！～
是於2008年4月25日由戲畫發售的十八禁戀愛冒險遊戲。和前兩作一樣，主題曲是由KOTOKO主唱、I've製作。

## 登場人物
井上陸（Inoue Riku，主角）
繪梨（Eri）
萌花（Moeka，聲：中家志穗）
結愛（Yua，聲：天水留美）
玲奈&理奈（Rena&Rina）
彌生（Yayoi）
繭（Mayu）
瑞樹（Mizuki）
惠美（Megumi，聲：唯香）
Alice（Arisu）
雛子（Hinako）
（Shiori，聲：和葉）
Hélène（Erēnu，聲：新世有希乃）

## 外部連結
（以下為年齡限制網站）
- 戲畫（页面存档备份，存于）（日語）
- 遊戲官方網站（日語）